# La Bastide-Clairence
Pour les articles homonymes, voir Bastide.
La Bastide-Clairence (en basque: Bastida) est une commune française, située dans le département des Pyrénées-Atlantiques en région Nouvelle-Aquitaine.

## Géographie

### Localisation
La commune de La Bastide-Clairence se trouve dans le département des Pyrénées-Atlantiques, en région Nouvelle-Aquitaine.
Elle se situe par la route à quelques kilomètres de Pau, préfecture du département, de Bayonne, sous-préfecture, et de Saint-Palais, bureau centralisateur du canton du Pays de Bidache, Amikuze et Ostibarre dont dépend la commune depuis 2015 pour les élections départementales.
La commune fait en outre partie du bassin de vie de Hasparren.
Les communes les plus proches sont : 
Ayherre (4,2 km), Hasparren (6,4 km), Bardos (6,6 km), Bonloc (6,9 km), Briscous (7,1 km), Urt (7,7 km), Isturits (8,2 km), Urcuit (9,0 km).
Sur le plan historique et culturel, La Bastide-Clairence fait partie de la province de la Basse-Navarre, un des sept territoires composant le Pays basque,. La Basse-Navarre en est la province la plus variée en ce qui concerne son patrimoine, mais aussi la plus complexe du fait de son morcellement géographique. Depuis 1999, l'Académie de la langue basque ou Euskalzaindia divise la Basse-Navarre en six zones,. La commune est dans le pays d’Arberoue (Arberoa), au nord-ouest de ce territoire.

### Communes limitrophes
Les communes limitrophes sont Ayherre, Bardos, Hasparren et Orègue.
|           | Bardos               |        |
| Hasparren | La Bastide-Clairence | Orègue |
|           | Ayherre              |        |

Classée parmi les "Plus Beaux Villages de France", cette bastide navarraise se situe dans la province basque de Basse-Navarre.

### Hydrographie

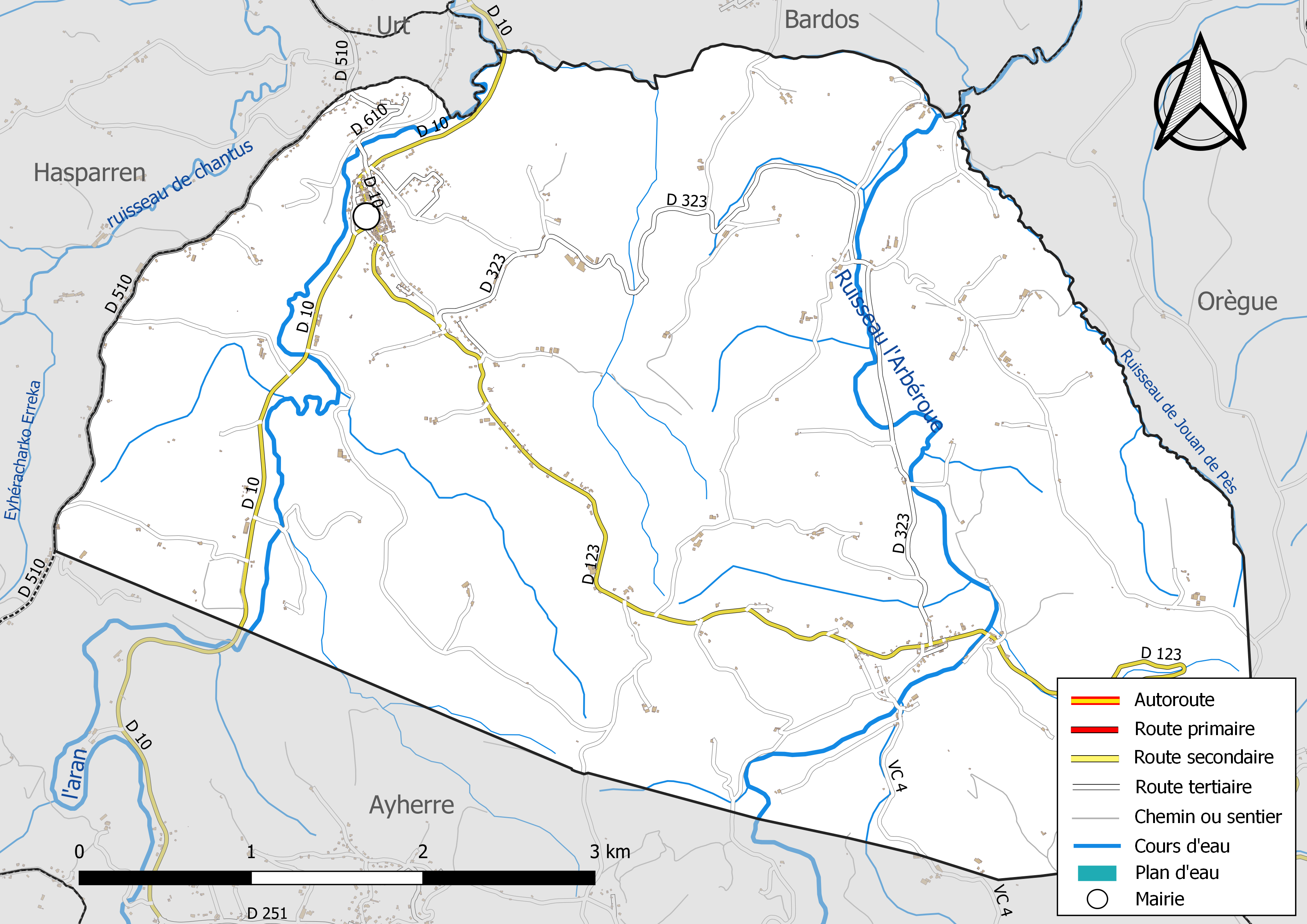
Réseaux hydrographique et routier de la La Bastide-Clairence.

La commune est drainée par l'Aran, l'Arbéroue, un bras du ruisseau Arbéroue, le ruisseau de Jouan de Pès, et par divers petits cours d'eau, constituant un réseau hydrographique de 26 km de longueur totale,.
L'Aran, d'une longueur totale de 48,3 km, prend sa source dans la commune d'Hélette et s'écoule du sud vers le nord. Il traverse la commune et se jette dans l'Adour à Urt, après avoir traversé 8 communes.
L'Arbéroue, d'une longueur totale de 27,3 km, prend sa source dans la commune d'Hélette et s'écoule du sud vers le nord. Il traverse la commune et se jette dans Le Lihoury à Orègue, après avoir traversé 8 communes.

### Climat
Le climat qui caractérise la commune est qualifié, en 2010, de « climat océanique franc », selon la typologie des climats de la France qui compte alors huit grands types de climats en métropole. En 2020, la commune ressort du type « climat océanique » dans la classification établie par Météo-France, qui ne compte désormais, en première approche, que cinq grands types de climats en métropole. Ce type de climat se traduit par des températures douces et une pluviométrie relativement abondante (en liaison avec les perturbations venant de l'Atlantique), répartie tout au long de l'année avec un léger maximum d'octobre à février.
Les paramètres climatiques qui ont permis d’établir la typologie de 2010 comportent six variables pour les températures et huit pour les précipitations, dont les valeurs correspondent à la normale 1971-2000. Les sept principales variables caractérisant la commune sont présentées dans l'encadré ci-après.
| Paramètres climatiques communaux sur la période 1971-2000 - Moyenne annuelle de température : 13,8 °C - Nombre de jours avec une température inférieure à −5 °C : 0,7 j - Nombre de jours avec une température supérieure à 30 °C : 5 j - Amplitude thermique annuelle : 13,2 °C - Cumuls annuels de précipitation : 1 416 mm - Nombre de jours de précipitation en janvier : 12,8 j - Nombre de jours de précipitation en juillet : 8,6 j |

Avec le changement climatique, ces variables ont évolué. Une étude réalisée en 2014 par la Direction générale de l'Énergie et du Climat complétée par des études régionales prévoit en effet que la  température moyenne devrait croître et la pluviométrie moyenne baisser, avec toutefois de fortes variations régionales. La station météorologique de Météo-France installée sur la commune et en service de 1986 à 2007 permet de connaître l'évolution des indicateurs météorologiques. Le tableau détaillé pour la période 1981-2010 est présenté ci-après.
| Mois                                  | jan.            | fév.          | mars          | avril         | mai             | juin         | jui.          | août          | sep.         | oct.          | nov.            | déc.          | année     |
| ------------------------------------- | --------------- | ------------- | ------------- | ------------- | --------------- | ------------ | ------------- | ------------- | ------------ | ------------- | --------------- | ------------- | --------- |
| Température minimale moyenne (°C)     | 2,4             | 2,8           | 4,8           | 6,3           | 10,2            | 13           | 15            | 15,2          | 12,2         | 10            | 5,6             | 3,4           | 8,4       |
| Température moyenne (°C)              | 7,6             | 8,3           | 10,9          | 12            | 16,2            | 18,8         | 20,8          | 21,2          | 18,5         | 15,6          | 10,7            | 8,2           | 14,1      |
| Température maximale moyenne (°C)     | 12,7            | 13,8          | 17            | 17,7          | 22,1            | 24,6         | 26,6          | 27,1          | 24,8         | 21,2          | 15,8            | 13,1          | 19,7      |
| Record de froid (°C) date du record   | −8,5 27.01.07   | −9 10.02.1986 | −10 01.03.05  | −3 14.04.1986 | 0,5 14.05.1995  | 4 06.06.1989 | 7 13.07.00    | 5 30.08.1986  | 2,5 26.09.02 | −1,5 25.10.03 | −8,5 23.11.1988 | −10 25.12.01  | −10 2005  |
| Record de chaleur (°C) date du record | 25,5 05.01.1999 | 28 26.02.1994 | 29 23.03.1996 | 32,5 30.04.05 | 36,5 30.05.1996 | 40 21.06.03  | 39,5 18.07.06 | 42,5 04.08.03 | 37 05.09.06  | 35 04.10.04   | 26,5 01.11.1999 | 24,5 07.12.00 | 42,5 2003 |
| Précipitations (mm)                   | 132,7           | 117,2         | 106,7         | 137,5         | 106,3           | 77           | 67,8          | 95,4          | 112,1        | 138,8         | 171,2           | 148,4         | 1 411,1   |

### Milieux naturels et biodiversité

#### Réseau Natura 2000
Le réseau Natura 2000 est un réseau écologique européen de sites naturels d'intérêt écologique élaboré à partir des Directives « Habitats » et « Oiseaux », constitué de zones spéciales de conservation (ZSC) et de zones de protection spéciale (ZPS).
Deux sites Natura 2000 ont été définis sur la commune au titre de la « directive Habitats », : 
- « la Joyeuse (cours d'eau) », d'une superficie de 1 444 ha, un réseau hydrographique des coteaux basques[22] ;
- « la Bidouze (cours d'eau) », d'une superficie de 2 570 ha, un vaste réseau hydrographique drainant les coteaux du Pays basque[23].

#### Zones naturelles d'intérêt écologique, faunistique et floristique
L’inventaire des zones naturelles d'intérêt écologique, faunistique et floristique (ZNIEFF) a pour objectif de réaliser une couverture des zones les plus intéressantes sur le plan écologique, essentiellement dans la perspective d’améliorer la connaissance du patrimoine naturel national et de fournir aux différents décideurs un outil d’aide à la prise en compte de l’environnement dans l’aménagement du territoire.
Une ZNIEFF de type 2 est recensée sur la commune, : 
les « landes, bois et prairies du Pays de Mixe » (1 739,31 ha), couvrant 9 communes du département.

## Urbanisme

### Typologie
Au 1er janvier 2024, La Bastide-Clairence est catégorisée commune rurale à habitat dispersé, selon la nouvelle grille communale de densité à sept niveaux définie par l'Insee en 2022.
Elle est située hors unité urbaine. Par ailleurs la commune fait partie de l'aire d'attraction de Bayonne (partie française), dont elle est une commune de la couronne,. Cette aire, qui regroupe 56 communes, est catégorisée dans les aires de 200 000 à moins de 700 000 habitants,.

### Occupation des sols

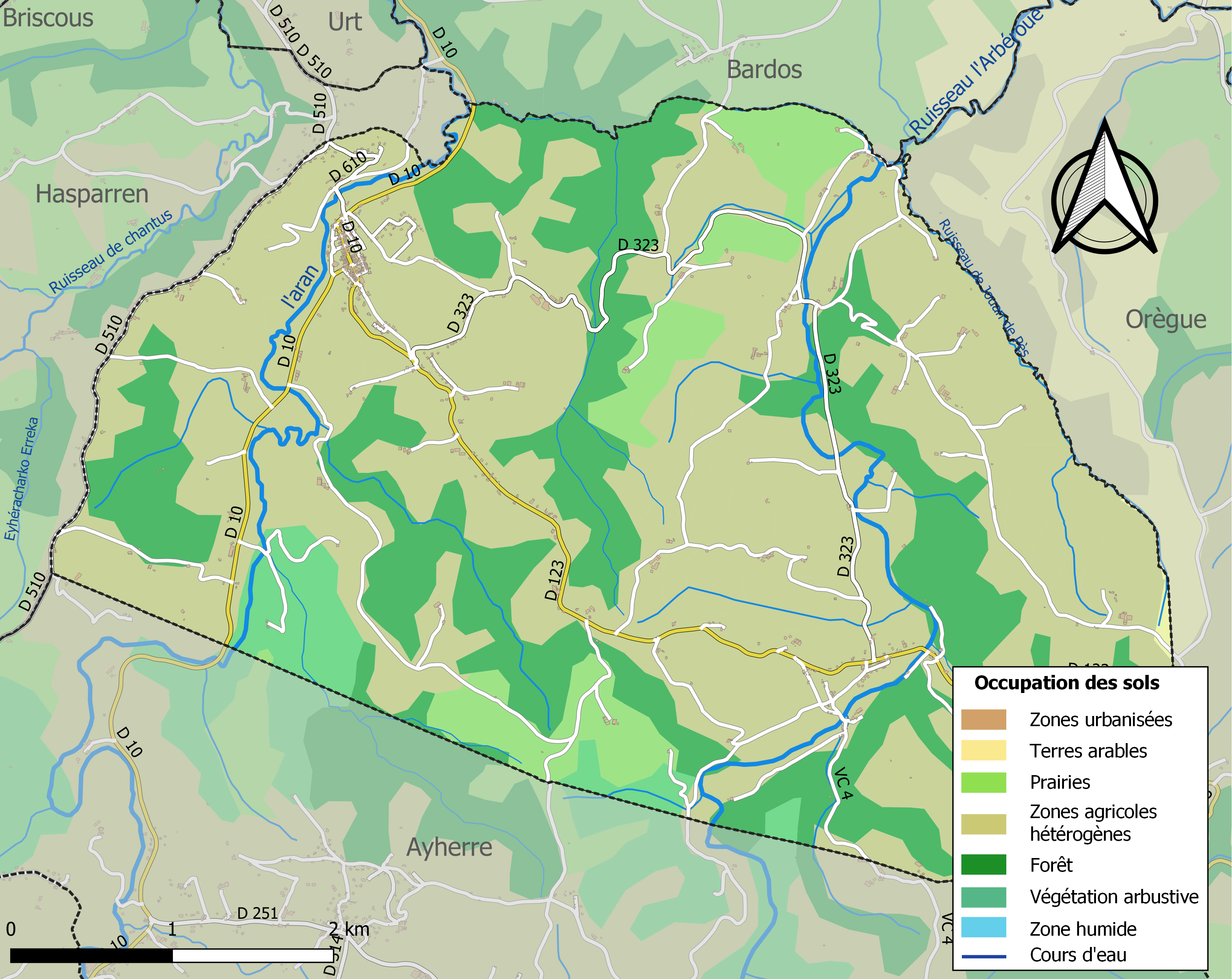
Carte des infrastructures et de l'occupation des sols de la commune en 2018 (CLC).

L'occupation des sols de la commune, telle qu'elle ressort de la base de données européenne d’occupation biophysique des sols Corine Land Cover (CLC), est marquée par l'importance des territoires agricoles (70,3 % en 2018), une proportion identique à celle de 1990 (70,3 %). La répartition détaillée en 2018 est la suivante : 
zones agricoles hétérogènes (63,2 %), forêts (26,5 %), prairies (7 %), milieux à végétation arbustive et/ou herbacée (3,2 %), terres arables (0,1 %). L'évolution de l’occupation des sols de la commune et de ses infrastructures peut être observée sur les différentes représentations cartographiques du territoire : la carte de Cassini (XVIIIe siècle), la carte d'état-major (1820-1866) et les cartes ou photos aériennes de l'IGN pour la période actuelle (1950 à aujourd'hui).

### Lieux-dits et hameaux
Six quartiers composent la commune de La Bastide-Clairence :
- la Ville-Bidon ;
- la Chapelle-l'Escapat 43° 25′ 41″ N, 1° 13′ 17″ O ;
- le Touron ;
- Pessarrou (Pessarou sur les cartes IGN) 43° 24′ 31″ N, 1° 12′ 51″ O ;
- Arresteguy ;
- les Agnescons (la Côte sur les cartes IGN) 43° 25′ 30″ N, 1° 16′ 22″ O.

### Risques majeurs
Le territoire de la commune de La Bastide-Clairence est vulnérable à différents aléas naturels : météorologiques (tempête, orage, neige, grand froid, canicule ou sécheresse), inondations, feux de forêts et séisme (sismicité modérée). Un site publié par le BRGM permet d'évaluer simplement et rapidement les risques d'un bien localisé soit par son adresse soit par le numéro de sa parcelle.
Certaines parties du territoire communal sont susceptibles d’être affectées par le risque d’inondation par une crue à  débordement lent de cours d'eau, notamment l'Arbéroue et l'Aran. La commune a été reconnue en état de catastrophe naturelle au titre des dommages causés par les inondations et coulées de boue survenues en 1982, 1983, 1992, 2009, 2010, 2014, 2016 et 2021,.
La Bastide-Clairence est exposée au risque de feu de forêt. En 2020, le premier plan de protection des forêts contre les incendies (PDPFCI) a été adopté pour la période 2020-2030. La réglementation des usages du feu à l’air libre et les obligations légales de débroussaillement dans le département des Pyrénées-Atlantiques font l'objet d'une consultation de public ouverte du 16 septembre au 7 octobre 2022,.

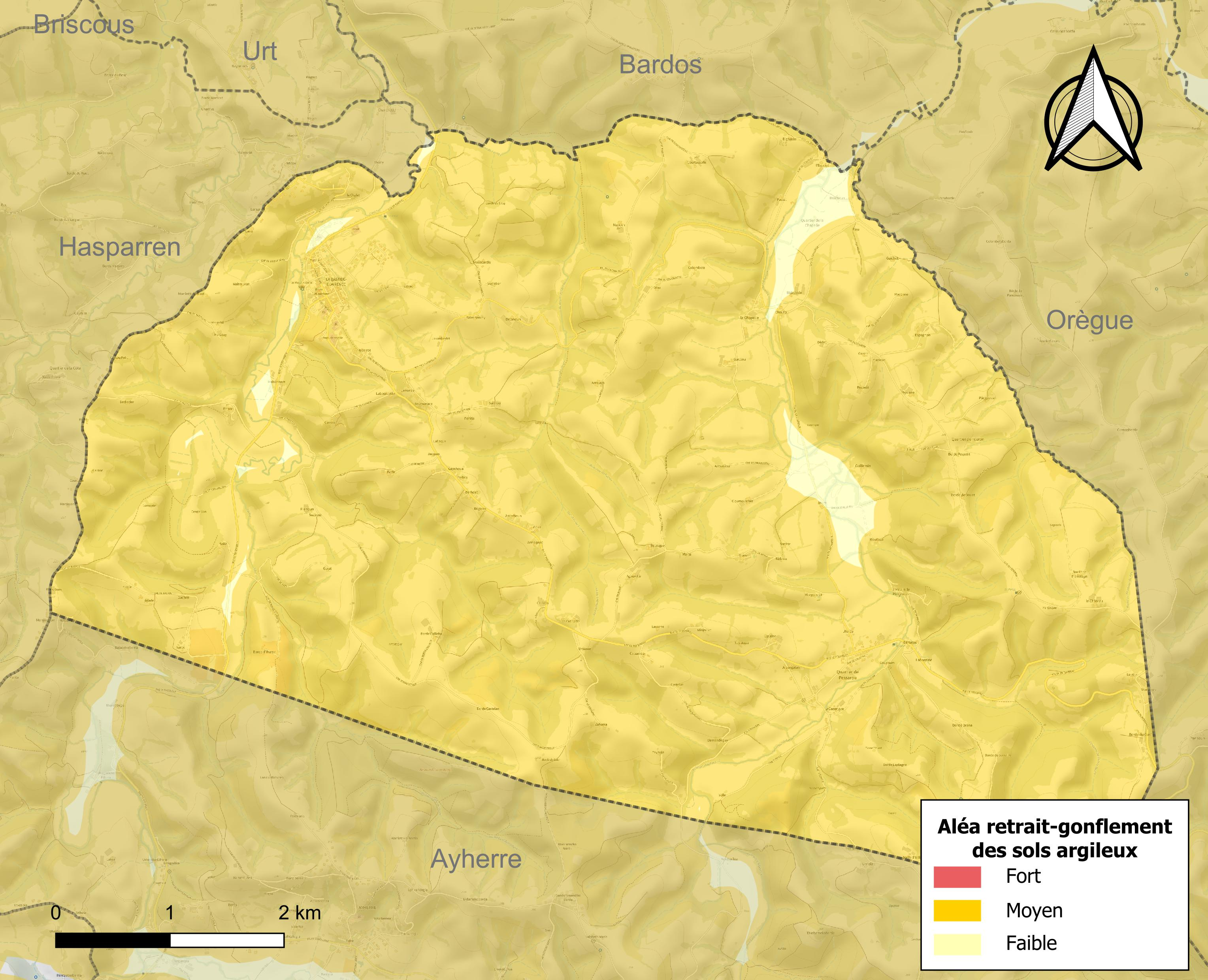
Carte des zones d'aléa retrait-gonflement des sols argileux de La Bastide-Clairence.

Le retrait-gonflement des sols argileux est susceptible d'engendrer des dommages importants aux bâtiments en cas d’alternance de périodes de sécheresse et de pluie. 97,9 % de la superficie communale est en aléa moyen ou fort (59 % au niveau départemental et 48,5 % au niveau national). Depuis le 1er octobre 2020, en application de la loi ELAN, différentes contraintes s'imposent aux vendeurs, maîtres d'ouvrages ou constructeurs de biens situés dans une zone classée en aléa moyen ou fort,.
Concernant les mouvements de terrains, la commune a été reconnue en état de catastrophe naturelle au titre des dommages causés par des mouvements de terrain en 2019.

## Toponymie

### Attestations anciennes
Le toponyme La Bastide-Clairence apparaît sous les formes 
la Bastida nueva de Clarenza (1312, titres de la Camara de Comptos), 
la Bastide de Clarence (1364, titres de Navarre), 
la Bastide et la Bastida de Clarença (respectivement 1380 et 1398, collection Duchesne volume CXIV), 
la Bastide de Clarensse (1422, notaires d'Oloron), 
Bastida de Clarencia (1513, titres de Pampelune), 
la Bastide de Clarence (1650),
la Bastide de Clerance (1665, règlement des États de Navarre) et 
Beata Maria de la Bastide de Clerence (1767, collations du diocèse de Bayonne).

### Nom en basque et en gascon
Le nom basque de La Bastide-Clairence est Bastida (ou Bastida Arberoa afin de le différencier des autres Bastida du Pays basque). Il a été normalisé par l'Académie de la langue basque le 28 avril 2002.
Le gentilé correspondant est bastidar, normalisé lui-aussi le 28 avril 2002.
Son nom gascon actuel est La Bastida Clarença.
Le gentilé correspondant est bastidòt.

### Autres toponymes
Agnescous est un hameau mentionné en 1863 dans le dictionnaire topographique Béarn-Pays basque.
Pessarou est noté Pessarrou par Paul Raymond.

## Histoire

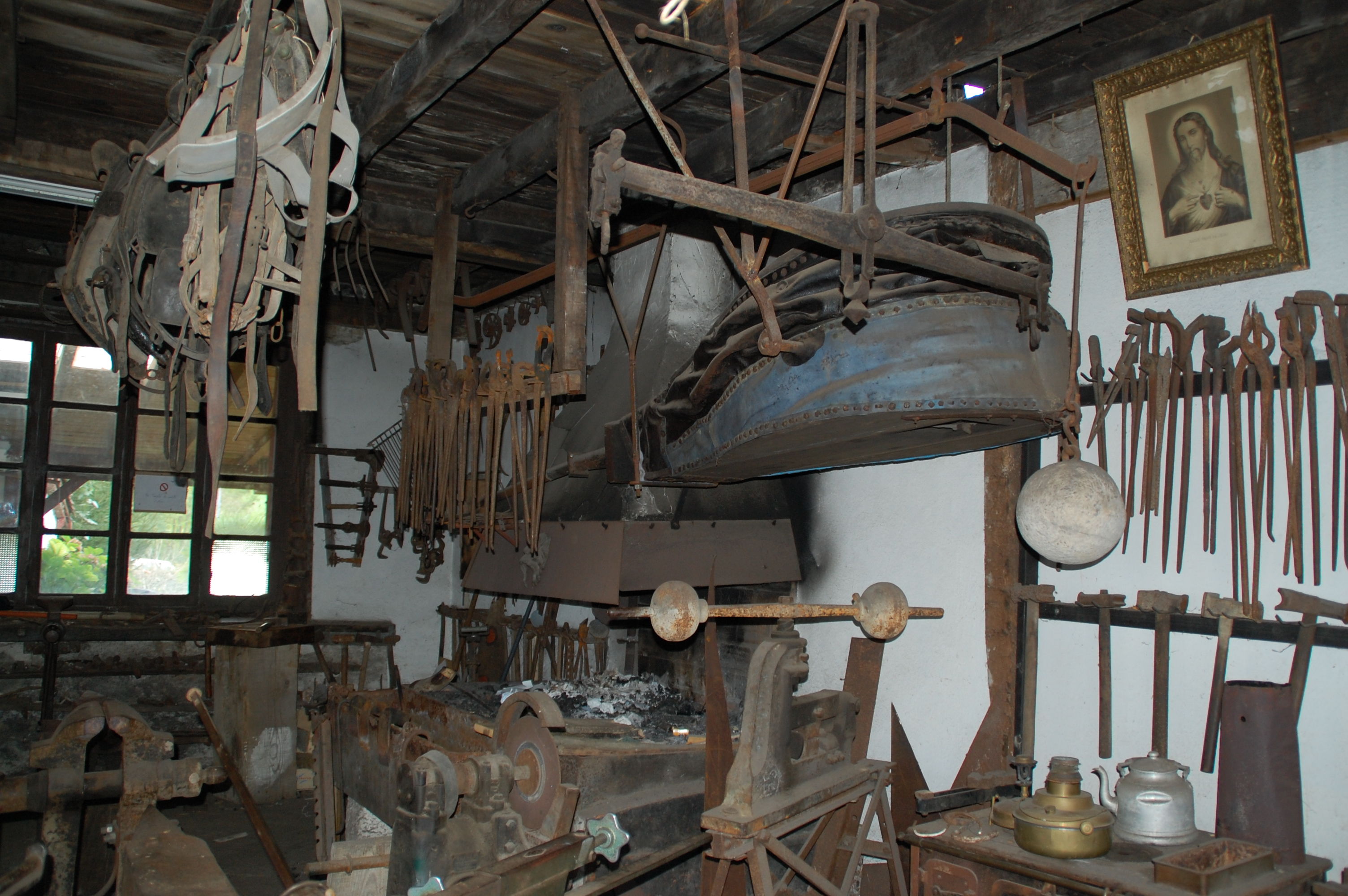
La forge.

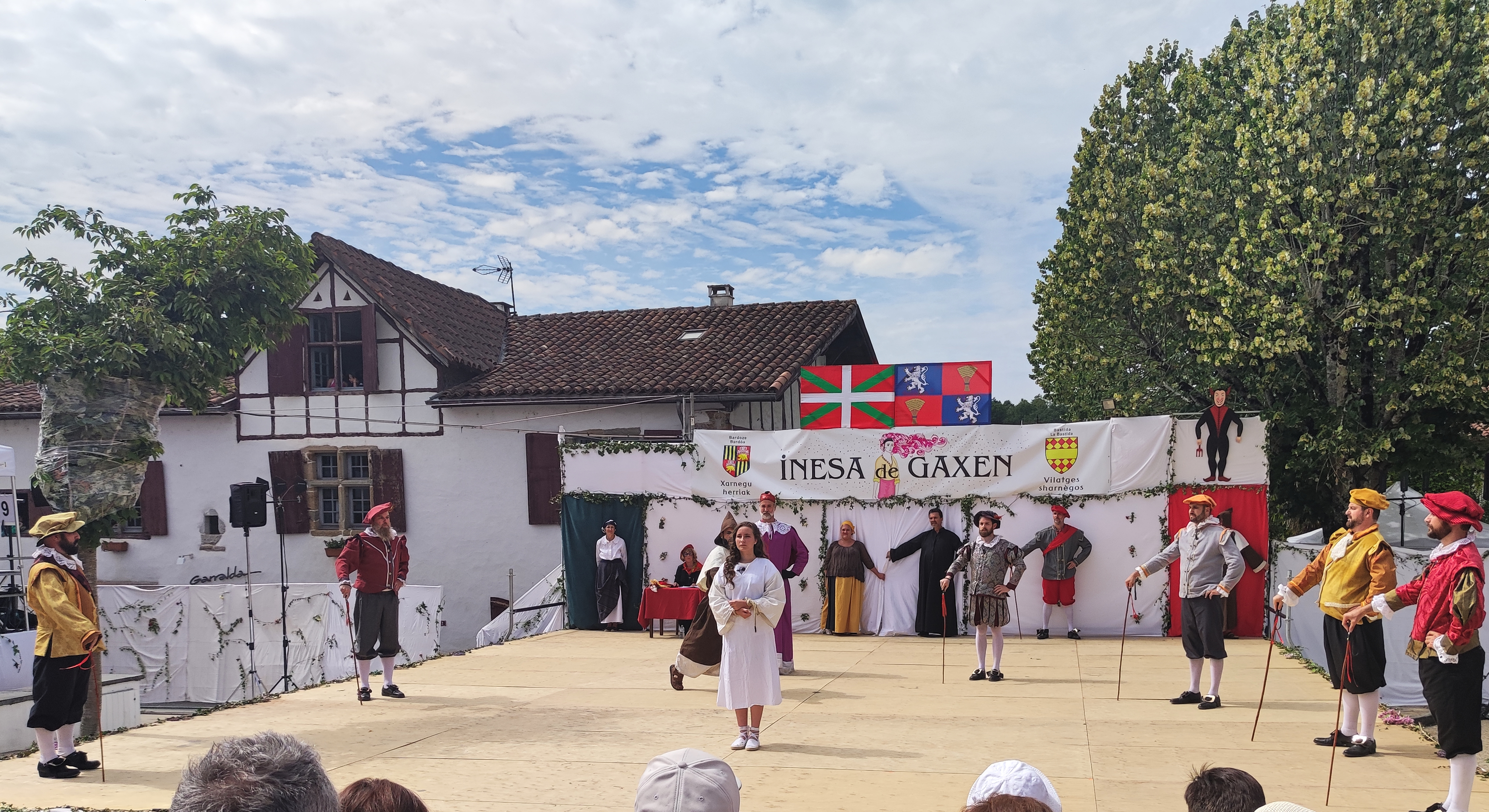
Pastorale en hommage à Inesa de Gaxen, accusée de sorcellerie au XVIe siècle.

Cette bastide navarraise a été fondée en 1288 par Claire de Rabastens, sur un coteau en bordure de la rivière Aran, d'où son nom gascon Bastida de Clarença.
Venant principalement de Bigorre, les habitants se voient octroyer une charte en juillet 1312, par Louis I de Navarre, futur Louis X le Hutin. La naissance de ce village correspond à une nécessité pour la Navarre de créer une ville forte dans cette zone frontière boisée. La Bastide-Clairence, ainsi que son nom l'indique, est une ville forte. L'historien Paul Broca y voit encore les restes de son ancienne et puissante forteresse en 1875.
La Bastide-Clairence accueille peu à peu une population commerçante venue du Sud-Ouest de la France puis d'Espagne fuyant l'inquisition, et des Basques des villes et villages aux alentours. Une autre version concernant l'origine de la ville existe. Celle-ci aurait été peuplée  notamment de pèlerins de Saint-Jacques-de-Compostelle appelés les Francos.
Vers 1700, la population est de 2 000 communiants. Les habitants vivent de l'industrie de la clouterie, de la confection de lainages et de la bonnèterie et de l'agriculture. Des foires de 12 jours assurent la prospérité de la ville.
Si au XVIe siècle les habitants ne parlent pas le basque, mais le gascon, peu à peu ils adoptent la langue et les coutumes basques. La ville compte au XVIIe siècle 320 maisons et des moulins. De 1575 à 1789, La Bastide de Clairence dépend des seigneurs de Gramont.
La ville compte une importante communauté juive après l'expulsion des juifs portugais.
Aujourd'hui encore, la place des Arceaux et ses maisons à colombages accueillent de nombreux artisans d'art. Parmi ces maisons très typiques, on distingue deux tendances architecturales :
- le style labourdin, avec des maisons à mur pignon, toit à deux pentes, façade en colombage de couleur rouge ou verte sur encorbellements, fenêtres à meneaux et linteaux sculptés ;
- un style de maisons navarraises à toit à deux ou quatre versants et portes en arc de voûte.

La Bastide-Clairence s'est vu attribuer le label des plus beaux villages de France, décerné par une association indépendante visant à promouvoir les atouts touristiques de petites communes françaises riches d'un patrimoine de qualité.
La commune, autrefois dénommée Labastide-Clairence, a été rebaptisée La Bastide-Clairence le 25 juin 1988.

### La communauté israélite

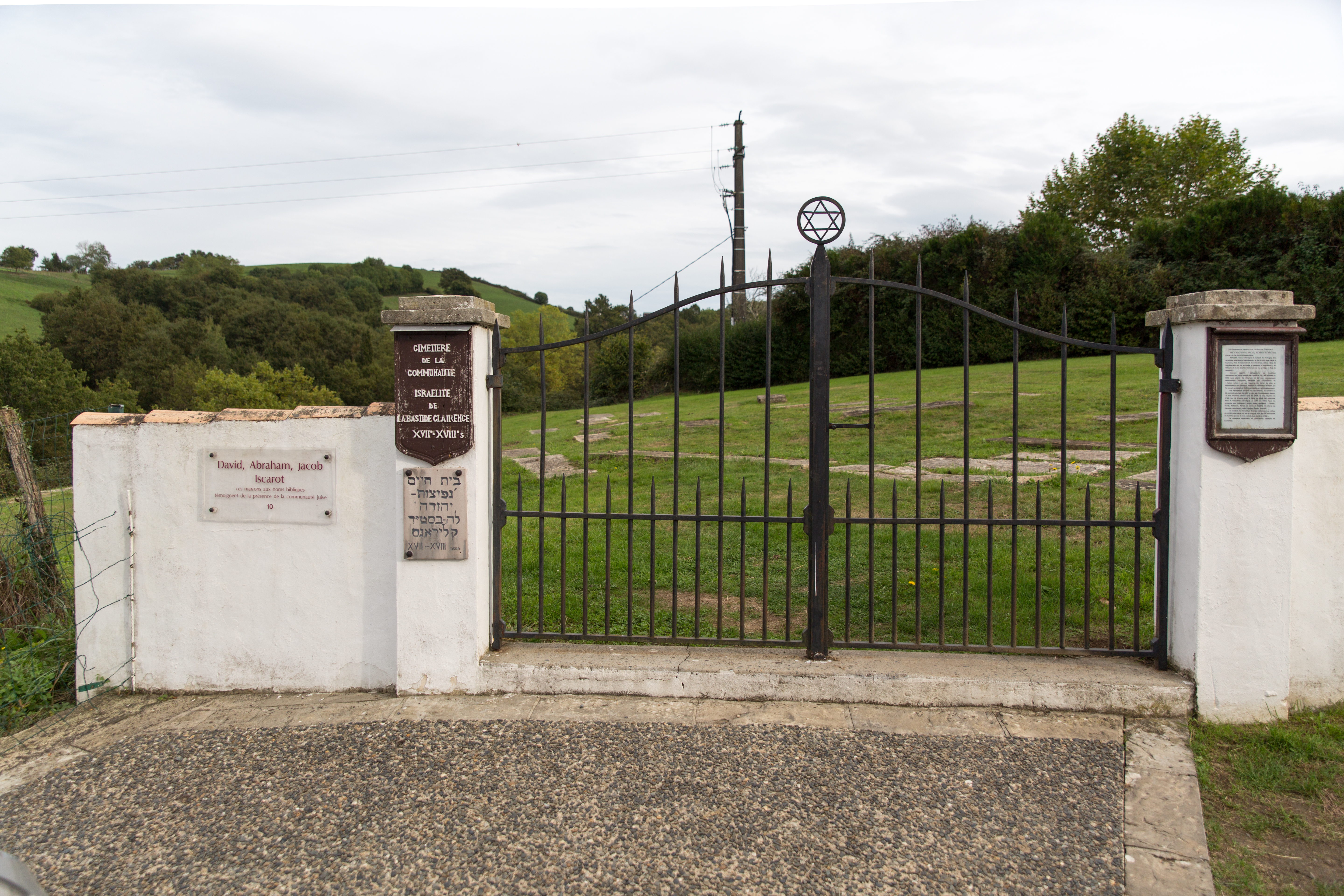
Cimetière juif de La Bastide-Clairence.

Elle a existé environ 200 ans, du début du XVIIe siècle à la fin du XVIIIe siècle.
Réfugiés venus d’Espagne et surtout du Portugal, des Israélites séfarades s’installèrent à la fin du XVIe siècle à Bayonne, d’où ils essaimèrent dans les trois petites villes de Peyrehorade (où les accueille le seigneur d’Aspremont), de Bidache et de La Bastide-Clairence où les protège le duc de Gramont.
Souvent appelés Portugais, les Israélites comptèrent dans la bastide de l’ordre de 70 à 80 familles au XVIIe siècle. Ils y vécurent en une communauté relativement autonome désignée par l’expression de Nation juive sur les registres du Corps de Ville et disposèrent d’un cimetière distinct du cimetière chrétien qui fut ouvert au début du XVIIe siècle.
Les inscriptions portées sur les tombes, au nombre de 62, ont été relevées de 1962 à 1964 par le professeur Gérard Nahon. La plus ancienne tombe date de 1620, la plus récente de 1785. Sur 18 d’entre elles, la date du décès est exprimée dans le calendrier hébreu. À partir de 1659, tous les prénoms sont bibliques : Jacob, Isaac, Benjamin, Esther, Sarah, Rebecca. Parmi les noms de famille figurent Dacosta, Henriquez, Lopez, Nunez, Depas, Alvares.
Le nombre des Israélites diminua nettement au milieu du XVIIIe siècle, où l’on ne compte plus qu’une quinzaine de familles juives. Il n’en restait plus que six en 1798.
Le cimetière appartient au Consistoire israélite de Bayonne.

## Héraldique
| Blason de La Bastide-Clairence | Blason  | Losangé d'or et de gueules, à la fasce d'or. |
| Blason de La Bastide-Clairence | Détails |                                              |

## Politique et administration
| Période                                  | Période  | Identité                    | Étiquette            | Qualité                                                                              |
| ---------------------------------------- | -------- | --------------------------- | -------------------- | ------------------------------------------------------------------------------------ |
| 1851                                     | 1868     | Jean-Baptiste Dasconaguerre | Droite               | Avocat et notaire Conseiller général du canton de La Bastide-Clairence (1859 → 1884) |
| Les données manquantes sont à compléter. |          |                             |                      |                                                                                      |
| 1912                                     | 1945     | Cyprien Iribarne            | URD                  | Conseiller général du canton de La Bastide-Clairence (1919 → 1940)                   |
| Les données manquantes sont à compléter. |          |                             |                      |                                                                                      |
| 1995                                     | 2014     | Léopold Darritchon          | DVD puis UDF puis SE | Conseiller général du canton de La Bastide-Clairence (1992 → 1998)                   |
| 2014                                     | En cours | François Dagorret           | SE                   |                                                                                      |

### Intercommunalité
La commune fait partie de trois structures intercommunales :
- la communauté d'agglomération Pays basque ;
- le syndicat d'énergie des Pyrénées-Atlantiques ;
- l'agence publique de gestion locale.

## Population et société

### Démographie
Le gentilé est Bastidot.
L'évolution du nombre d'habitants est connue à travers les recensements de la population effectués dans la commune depuis 1793. Pour les communes de moins de 10 000 habitants, une enquête de recensement portant sur toute la population est réalisée tous les cinq ans, les populations de référence des années intermédiaires étant quant à elles estimées par interpolation ou extrapolation. Pour la commune, le premier recensement exhaustif entrant dans le cadre du nouveau dispositif a été réalisé en 2006.

En 2022, la commune comptait 987 habitants, en évolution de +0,2 % par rapport à 2016 (Pyrénées-Atlantiques : +3,78 %, France hors Mayotte : +2,11 %).
| 1793  | 1800  | 1806  | 1821  | 1831  | 1836  | 1841  | 1846  | 1851  |
| ----- | ----- | ----- | ----- | ----- | ----- | ----- | ----- | ----- |
| 2 071 | 1 948 | 2 043 | 2 061 | 2 003 | 2 209 | 2 097 | 2 019 | 1 836 |

| 1856  | 1861  | 1866  | 1872  | 1876  | 1881  | 1886  | 1891  | 1896  |
| ----- | ----- | ----- | ----- | ----- | ----- | ----- | ----- | ----- |
| 1 695 | 1 578 | 1 529 | 1 450 | 1 472 | 1 470 | 1 408 | 1 325 | 1 364 |

| 1901  | 1906  | 1911  | 1921  | 1926  | 1931  | 1936  | 1946 | 1954 |
| ----- | ----- | ----- | ----- | ----- | ----- | ----- | ---- | ---- |
| 1 341 | 1 333 | 1 241 | 1 054 | 1 021 | 1 101 | 1 132 | 946  | 825  |

| 1962 | 1968 | 1975 | 1982 | 1990 | 1999 | 2006 | 2011  | 2016 |
| ---- | ---- | ---- | ---- | ---- | ---- | ---- | ----- | ---- |
| 874  | 821  | 844  | 759  | 852  | 881  | 990  | 1 010 | 985  |

| 2021 | 2022 | - | - | - | - | - | - | - |
| ---- | ---- | - | - | - | - | - | - | - |
| 978  | 987  | - | - | - | - | - | - | - |

### Enseignement
La commune dispose de deux écoles : l'école élémentaire privée Immaculée-Conception et l'école primaire publique Bourg.

## Économie
L'activité de la commune est principalement agricole. La commune fait partie de la zone d'appellation de l'ossau-iraty.
Le maître-nez parfumeur Christian Louis y conçoit ses créations olfactives, avec son épousea conjointe Patricia Bellier docteure en pharmacie dans leur laboratoire.

## Culture locale et patrimoine

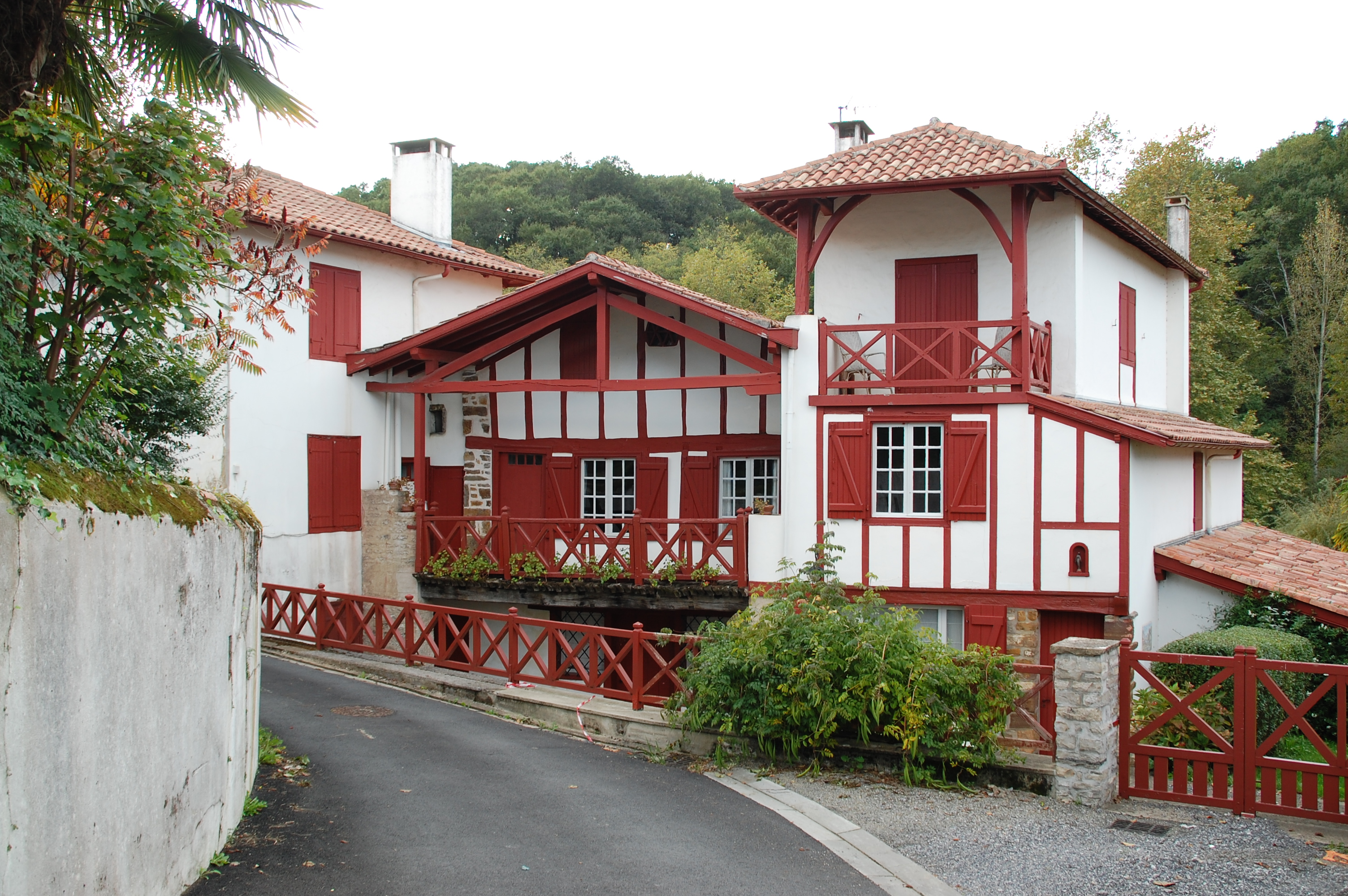
Maison de type labourdin.
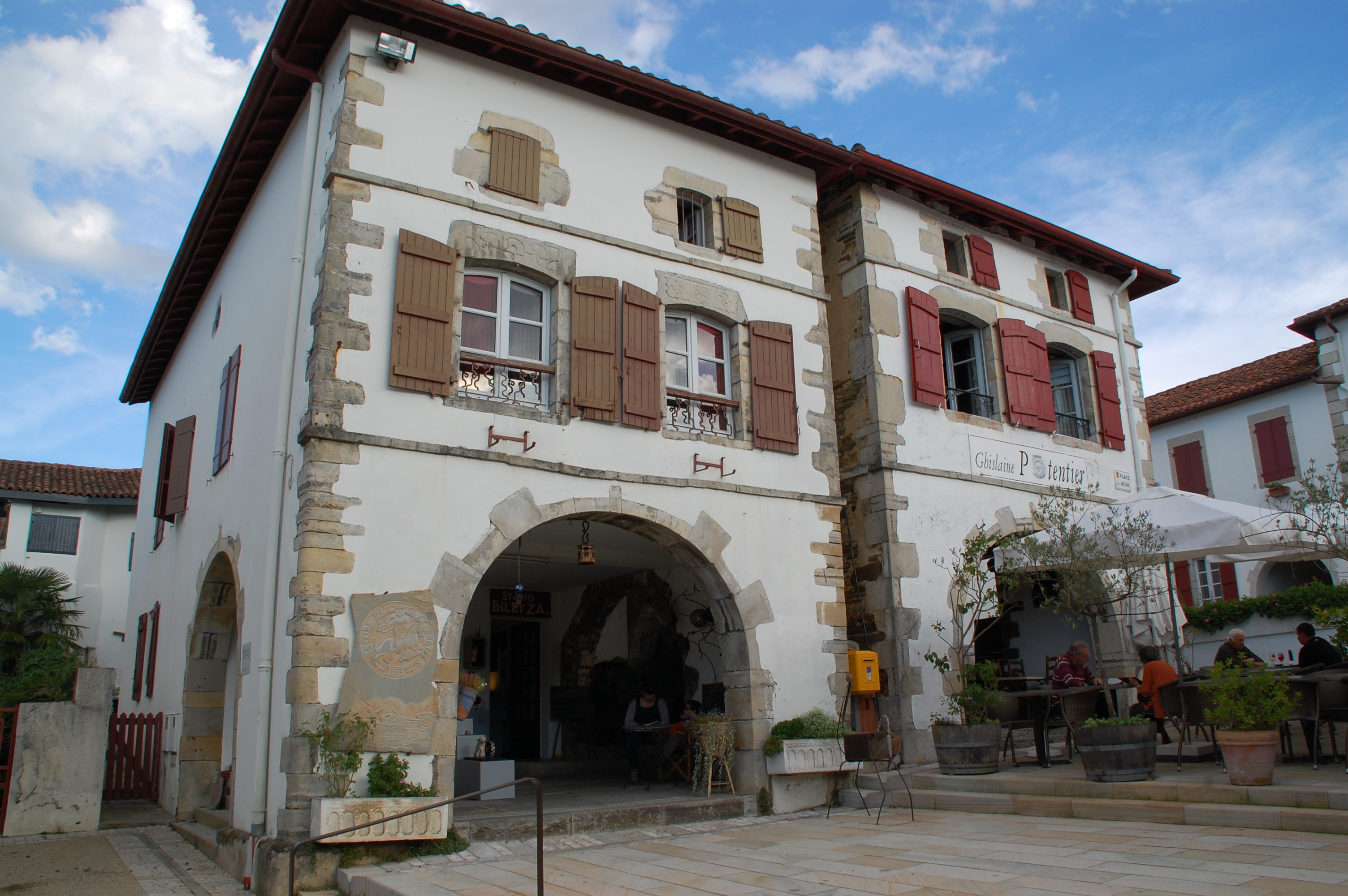
La place des Arceaux.
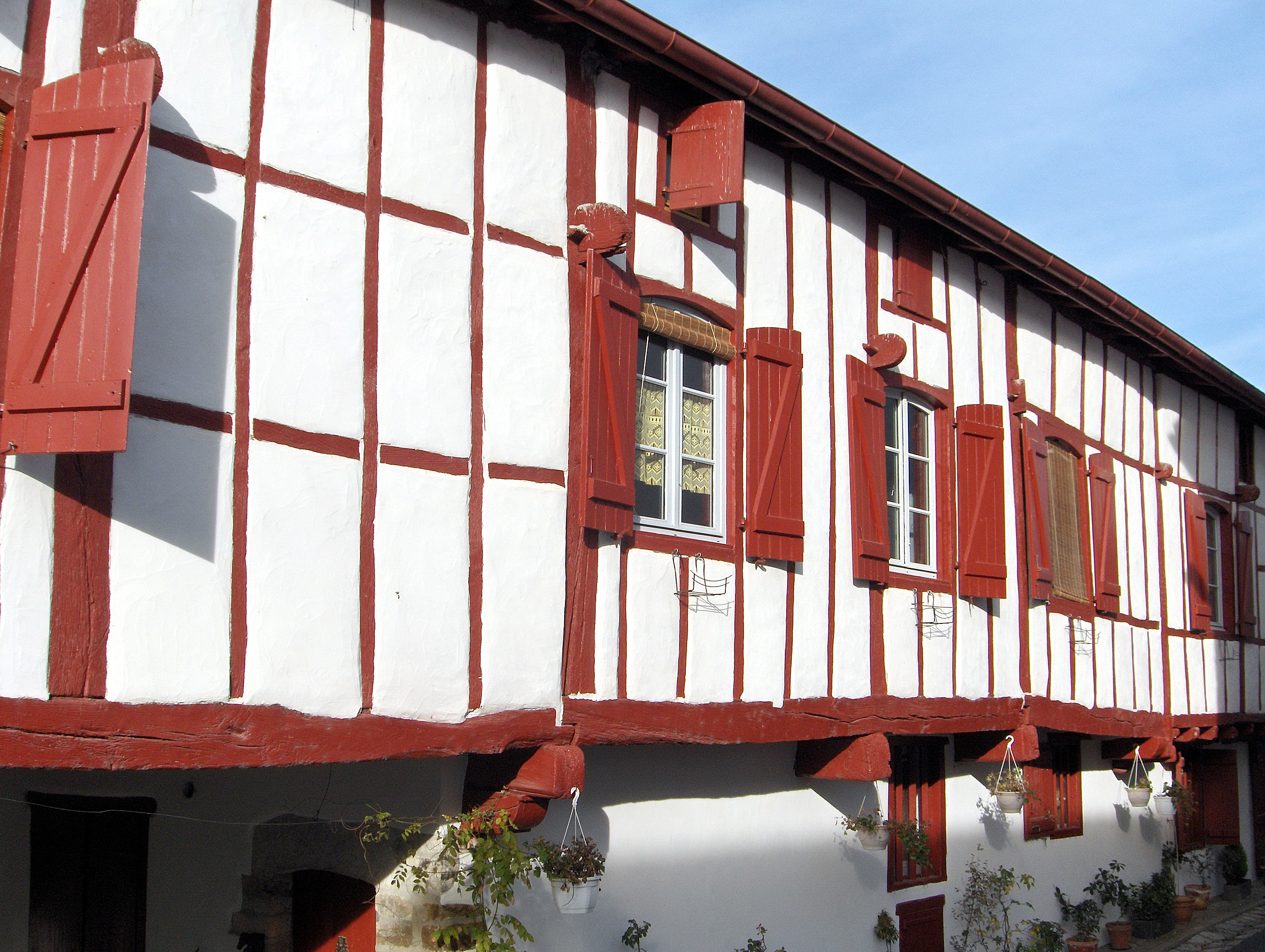
Maison à colombages.
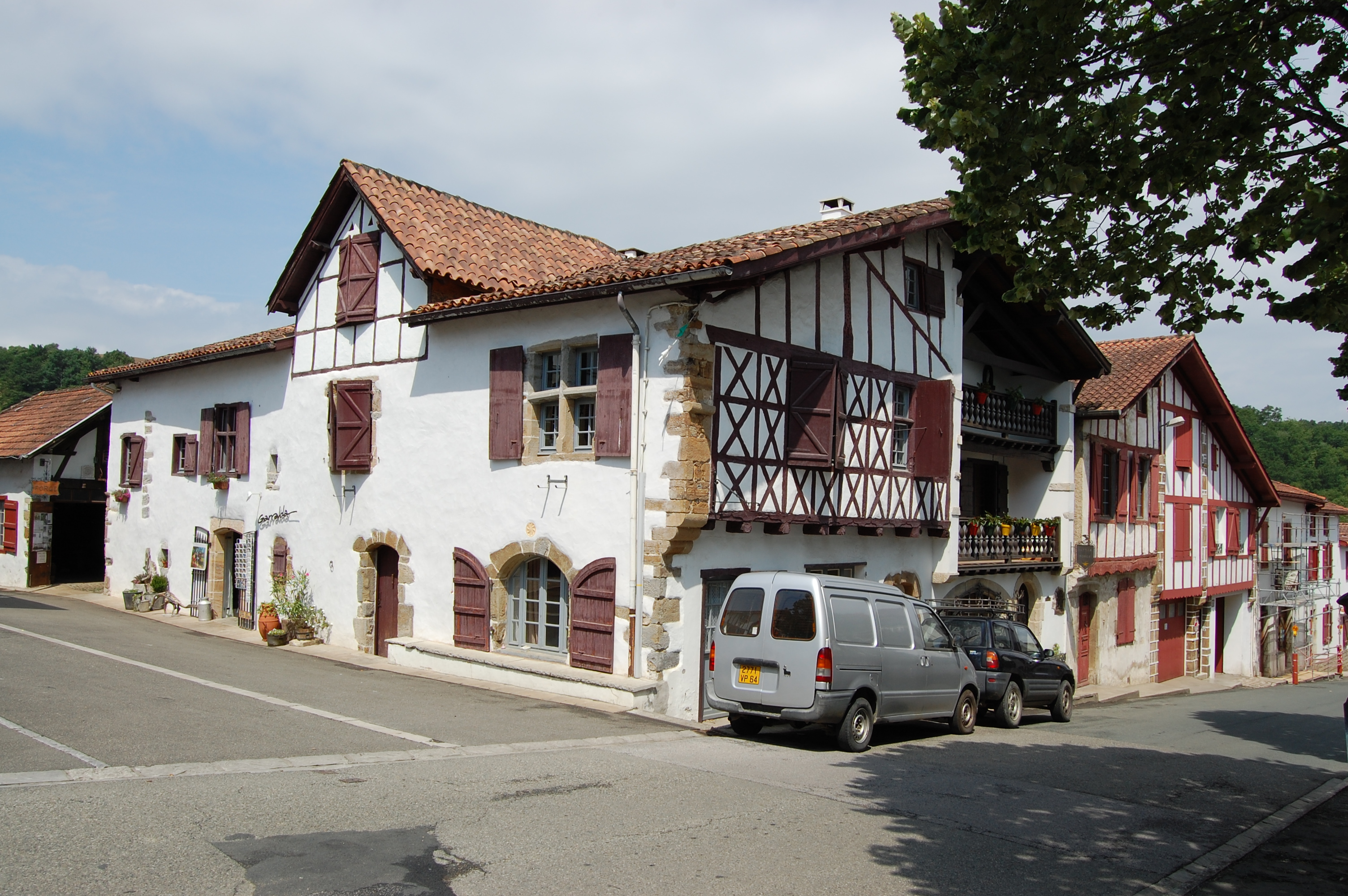
Maison Garralda.
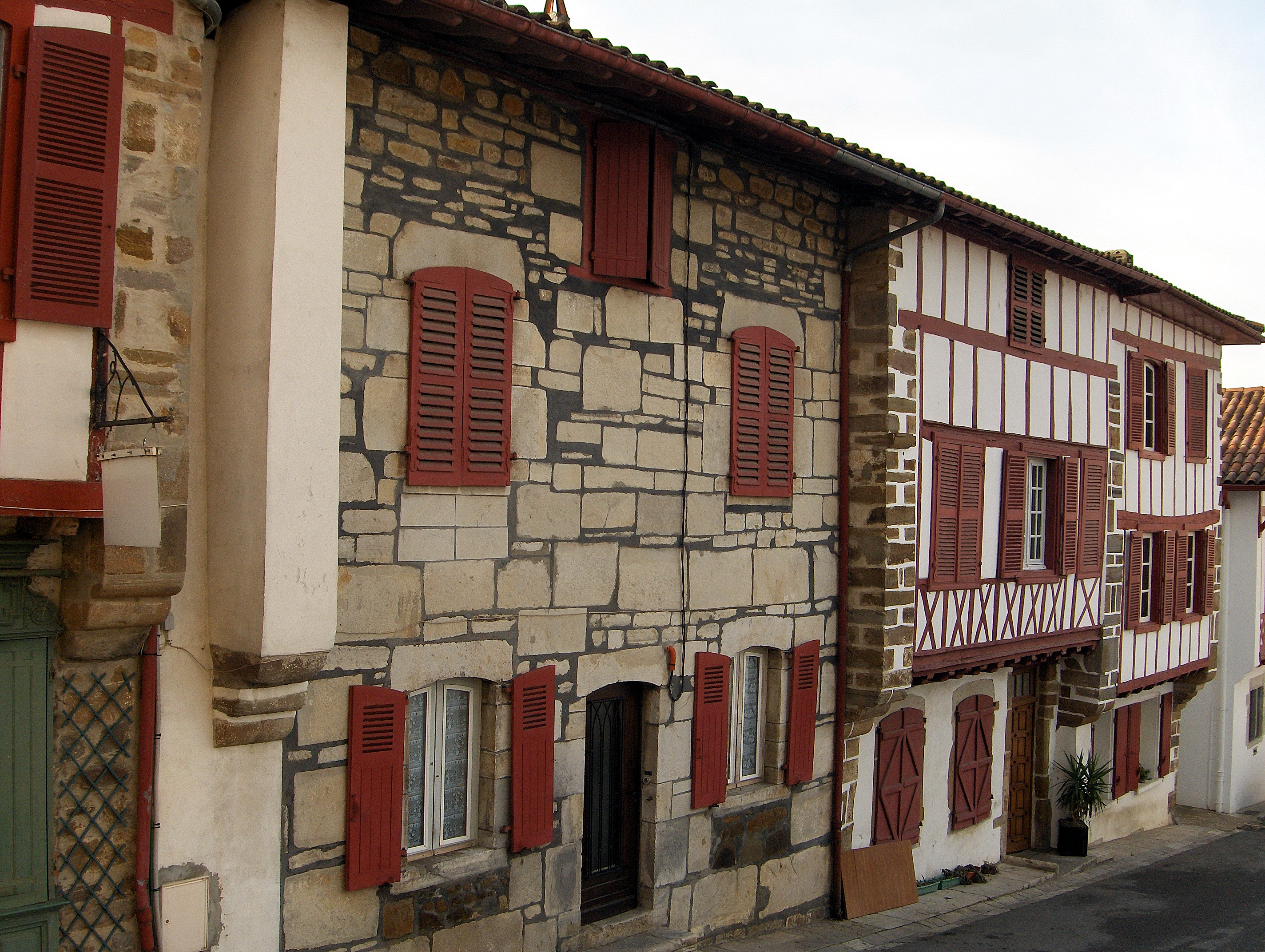
Dans le village.
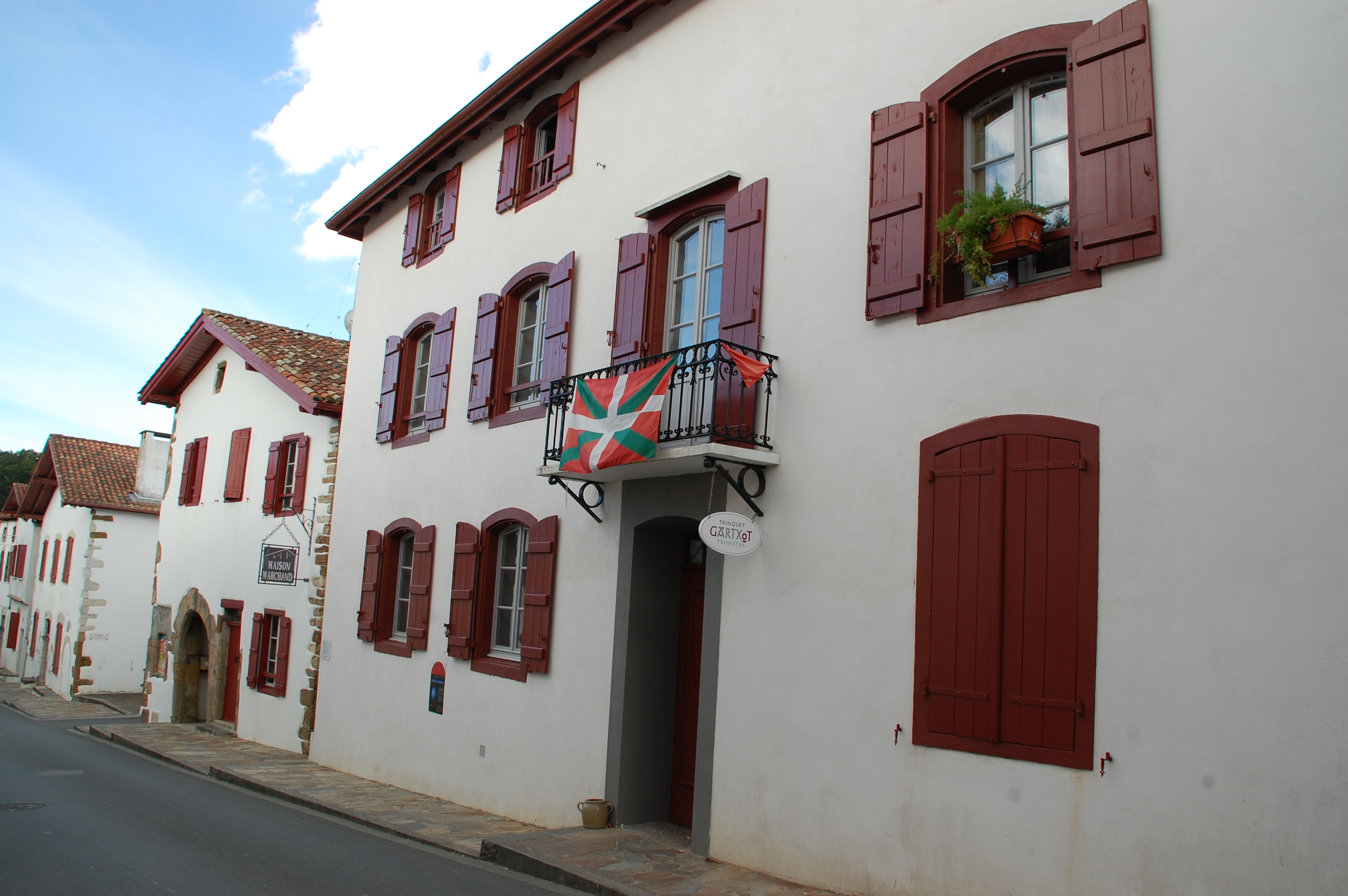
L'ancien jeu de paume.

- Courses pédestre en mai ;
- Fêtes locales avec encierro fin juillet ;
- Marché potier en septembre.

### Patrimoine linguistique

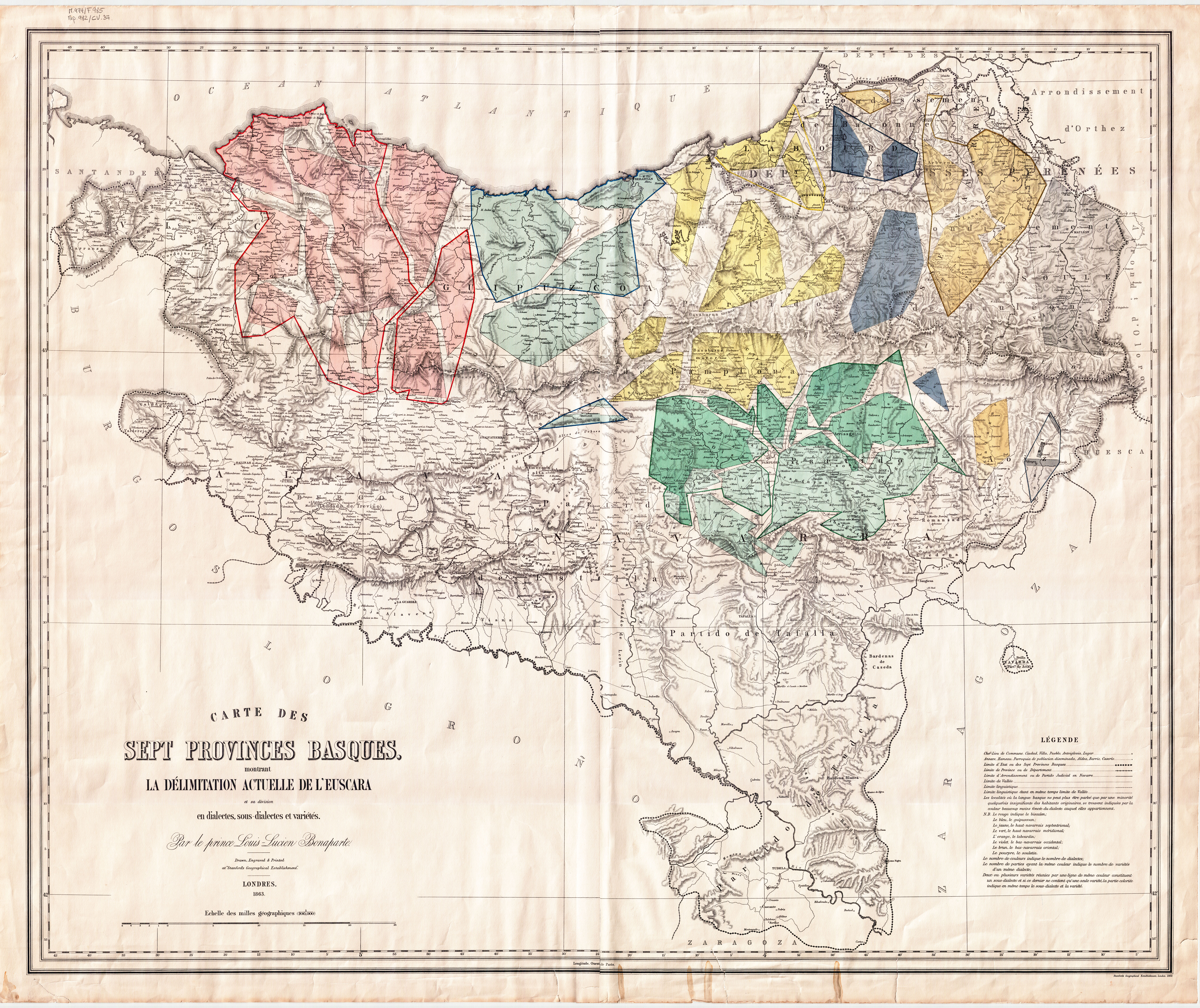
Carte des sept provinces basques (1), 1863

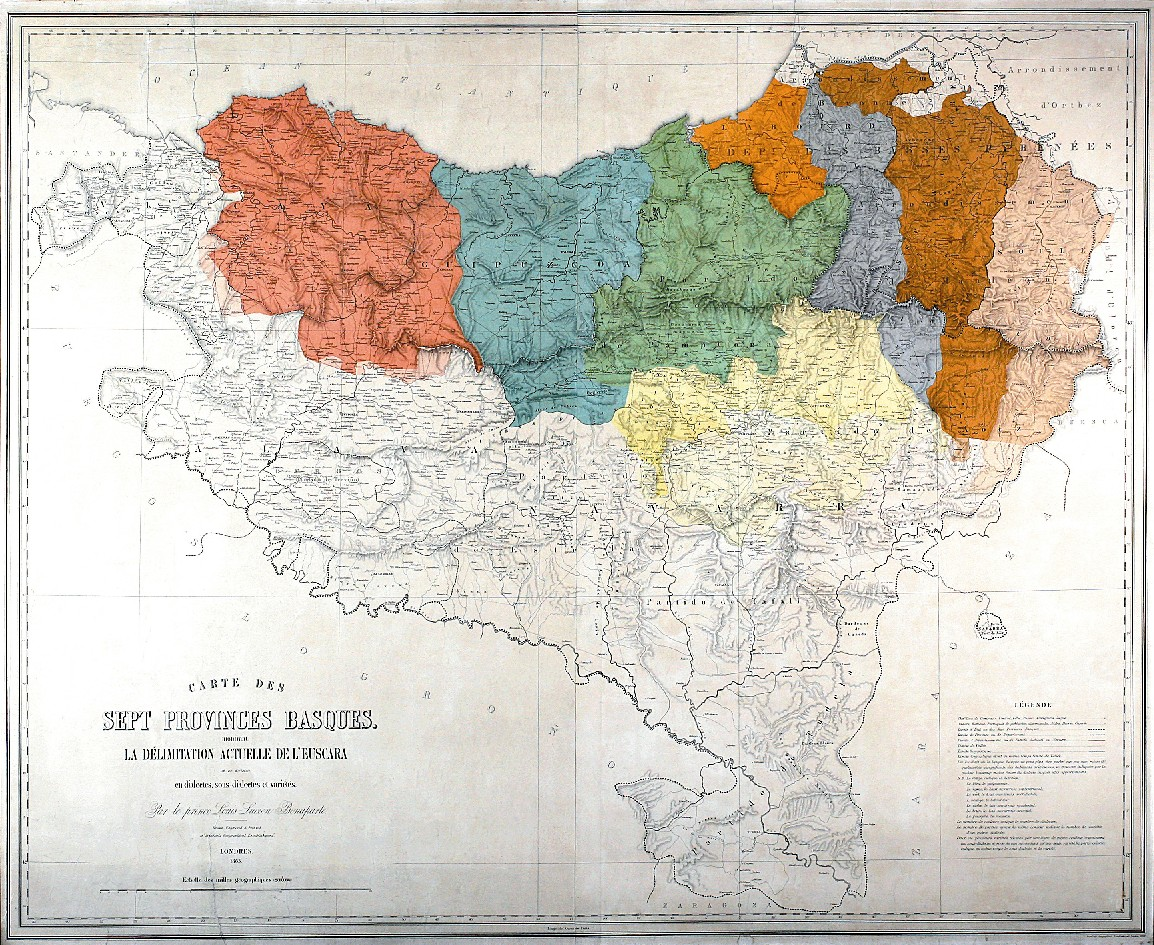
Carte des sept provinces basques (2), 1863

Les deux versions de la Carte des sept provinces basques montrant la délimitation actuelle de l'euscara en dialectes, sous-dialectes et variétés dressée en 1863 par le prince Louis-Lucien Bonaparte placent La Bastide-Clairence en dehors de l'aire bascophone.
Le Recueil de linguistique et de toponymie des Pyrénées réalisé en 1887 par Julien Sacaze  nous livre pour La Bastide-Clairence une version en gascon, composée d'une traduction de deux textes mythologiques, ainsi que d'une liste des micro-toponymes de la commune.
Le Recueil des idiomes de la région gasconne réalisé en 1894 par le linguiste Édouard Bourciez nous livre pour La Bastide-Clairence deux versions de la parabole de l'enfant prodigue traduite en gascon.
La carte du Pays basque français dressée en 1943 par Maurice Haulon laisse apparaître la "démarcation actuelle entre la langue basque et les dialectes romans", incluant la commune de La Bastide-Clairence dans l'aire gasconophone.
La Bastide-Clairence constitue un des points d'enquêtes établi pour l'élaboration de l'Atlas Linguistique de la Gascogne dressé en 1957 par Jean Séguy, professeur d'université et linguiste spécialiste du gascon. Une version orale de la parabole de l'enfant prodigue a de plus été enregistrée en gascon en 1963 par le bastidòt Armand Darritchon.
D'après la Morfología del verbo auxiliar vasco [Morphologie du verbe auxiliaire basque], La Bastide-Clairence n'est pas située dans l'aire bascophone.
Selon Jacques Allières qui dresse en 1977 la frontière linguistique de la langue basque, " En France, sa frontière [...] passe par Labastide-Clairence qui est bilingue ".

### Patrimoine civil
- l'ancien jeu de paume, actuel trinquet (fronton de pelote basque) Gartxot, inscrit aux monuments historiques[60] en 2011.

### Patrimoine religieux

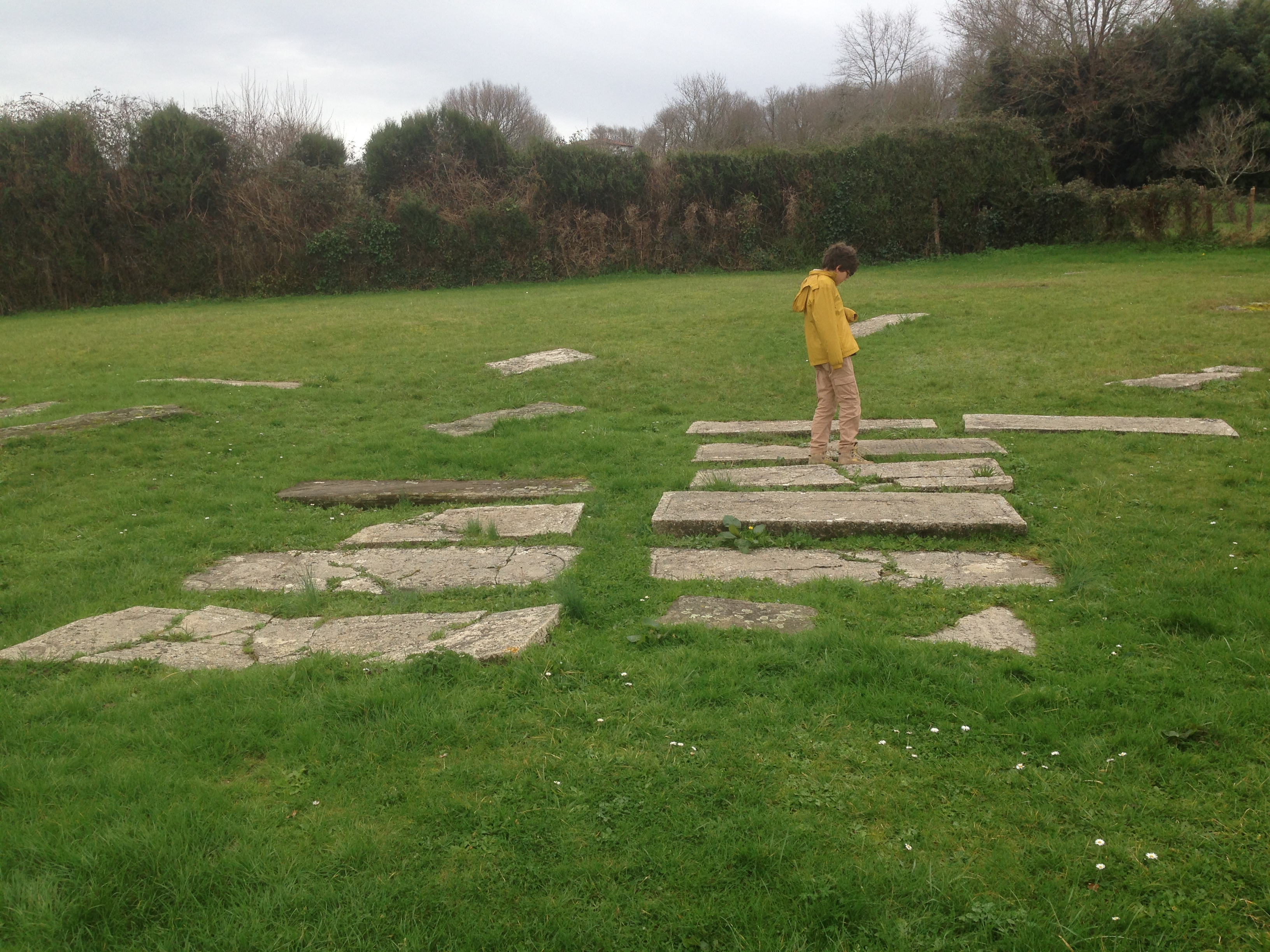
Cimetière juif de La Bastide-Clairence : au sol quelques-unes des soixante-deux stèles subsistant dans cette petite nécropole en usage de 1620 à 1775.

L'ancien cimetière juif de La Bastide-Clairence est inscrit aux monuments historiques.
L'église Notre-Dame-de-l'Assomption date du XIVe siècle ; elle possède un porche roman ouvrant sur un cimetière-préau. Cette église renferme un tableau du XVIIIe siècle, montrant la Vierge et l'Enfant Jésus honorés par saint Jean-Baptiste, saint François-d'Assise et deux autres saints.
La chapelle Notre-Dame de Clairence a été construite par un particulier en 1886 pour le mariage de sa fille sur une source du XIIIe siècle soignant les maladies de peau.

### Galerie

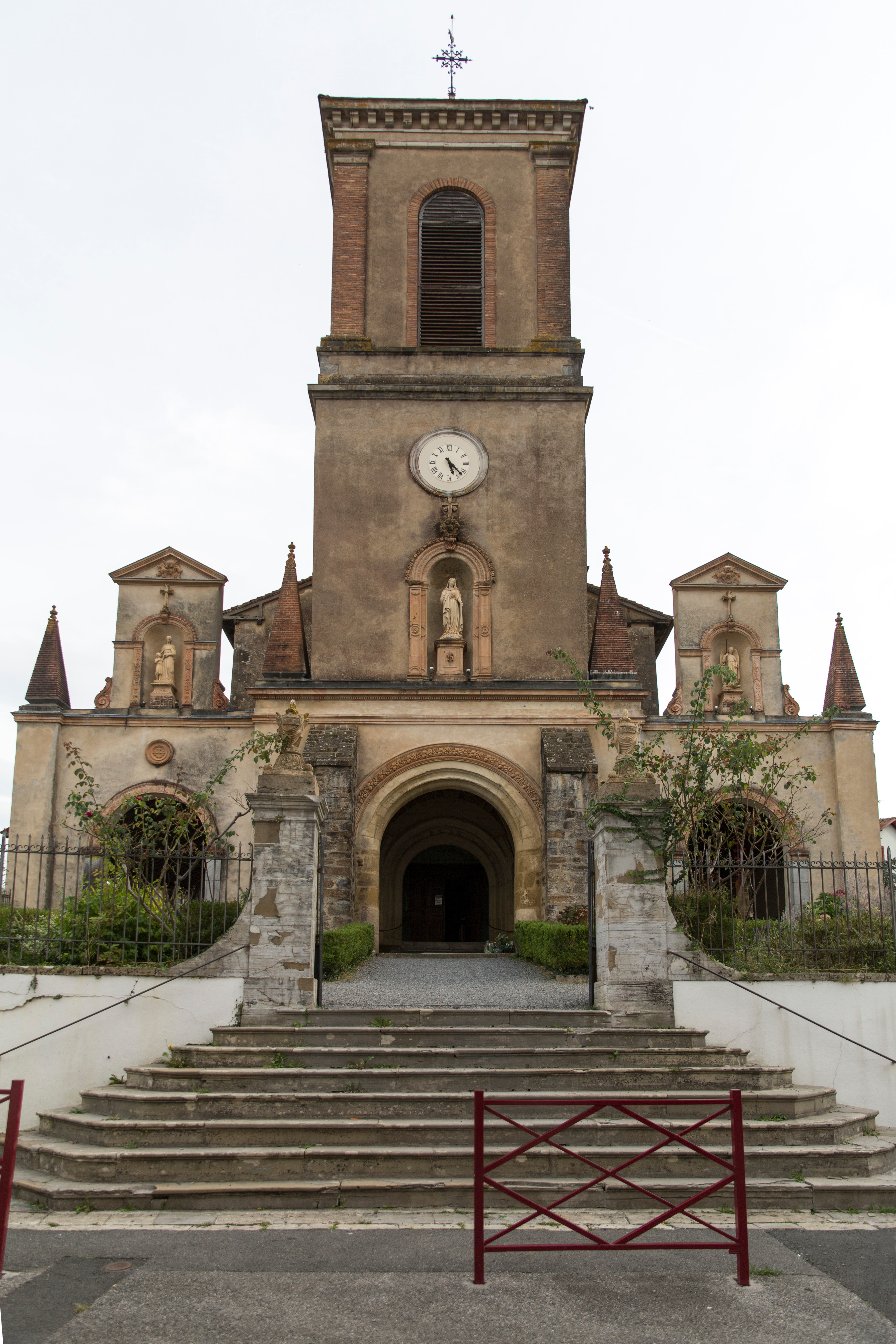
L'église Notre-Dame-de-l'Assomption.
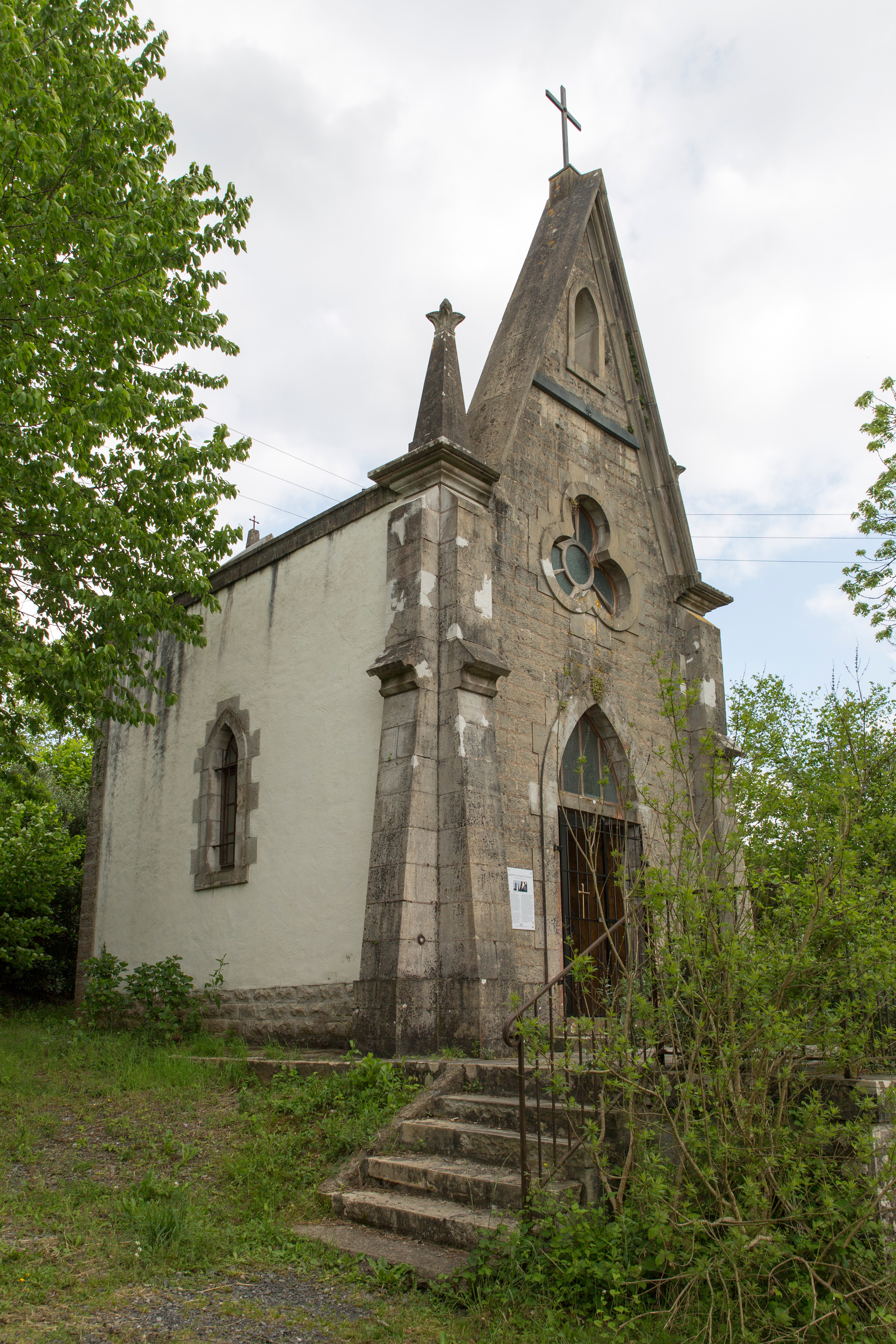
Chapelle Notre-Dame de Clairence
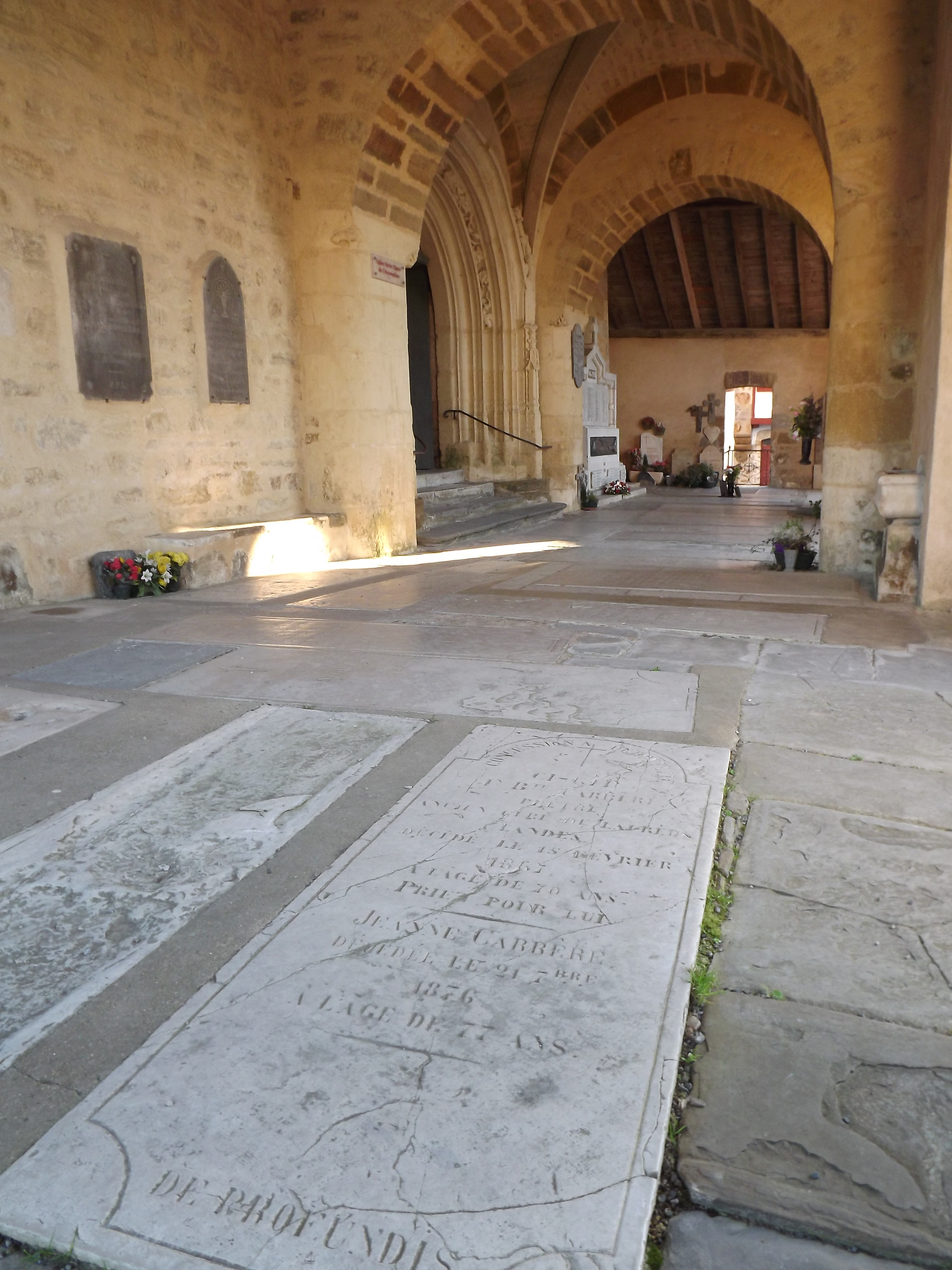
Tombes sur le parvis de l'église.
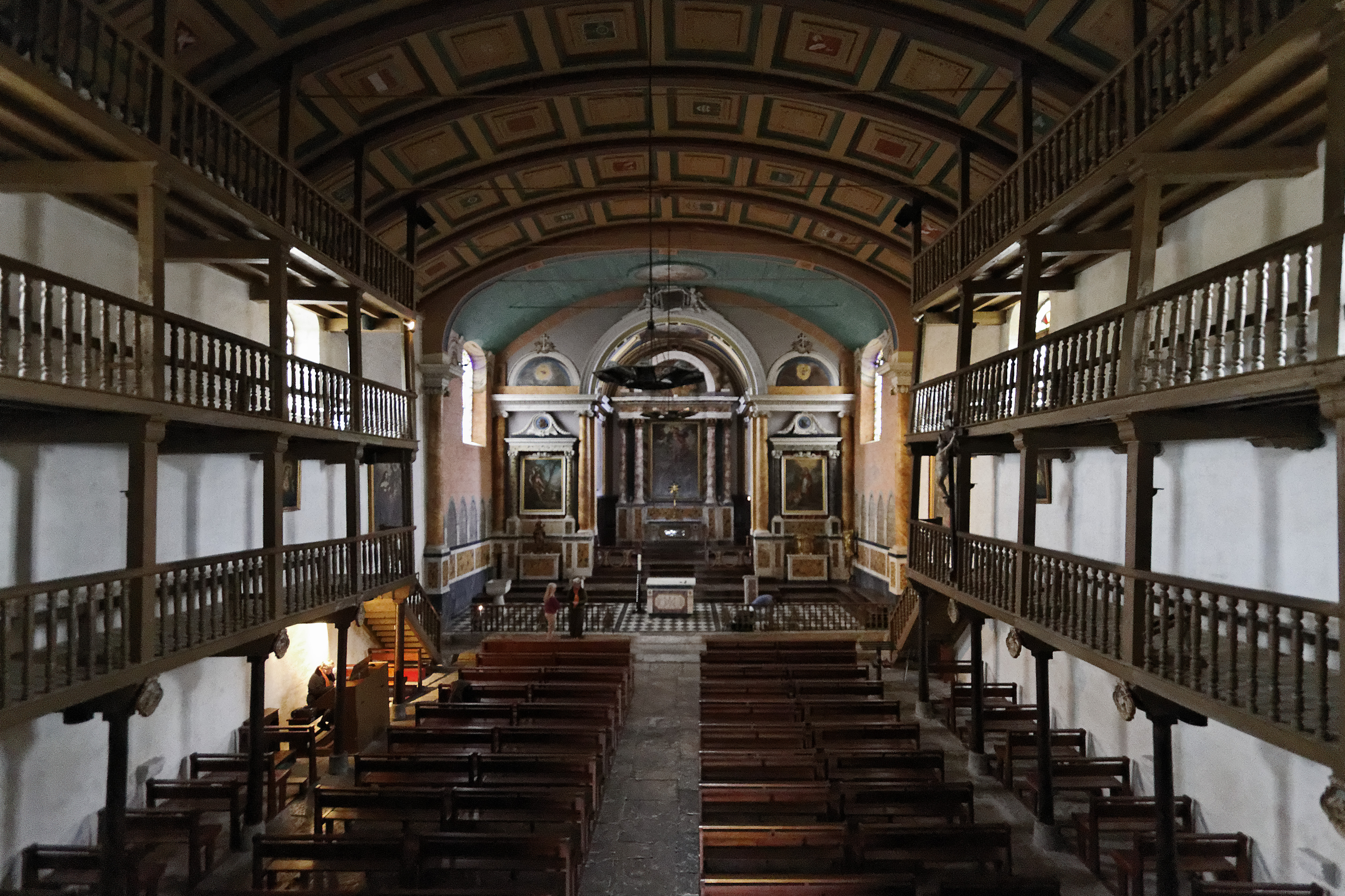
L'église et ses galeries.
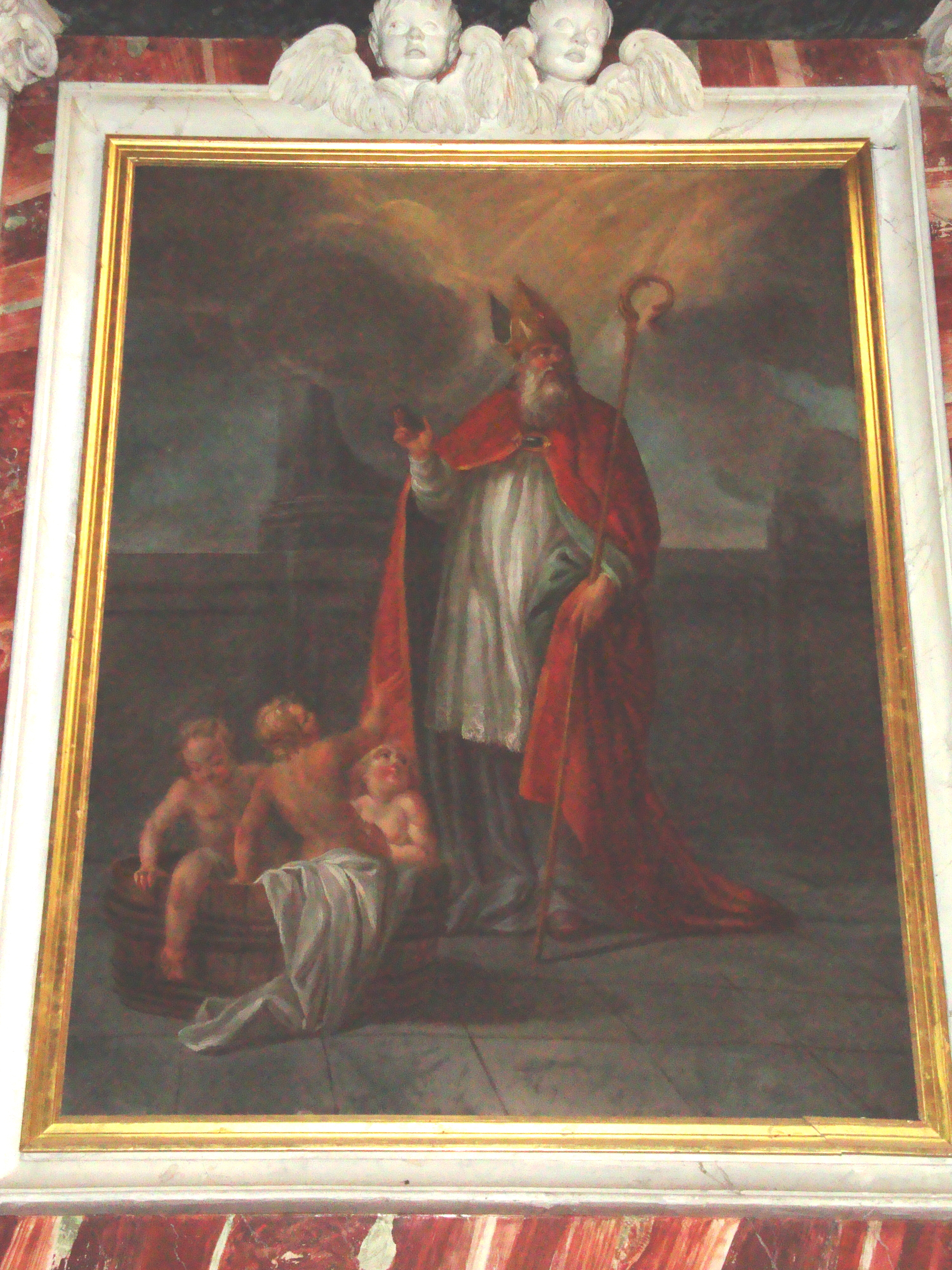
Peinture de saint Nicolas.
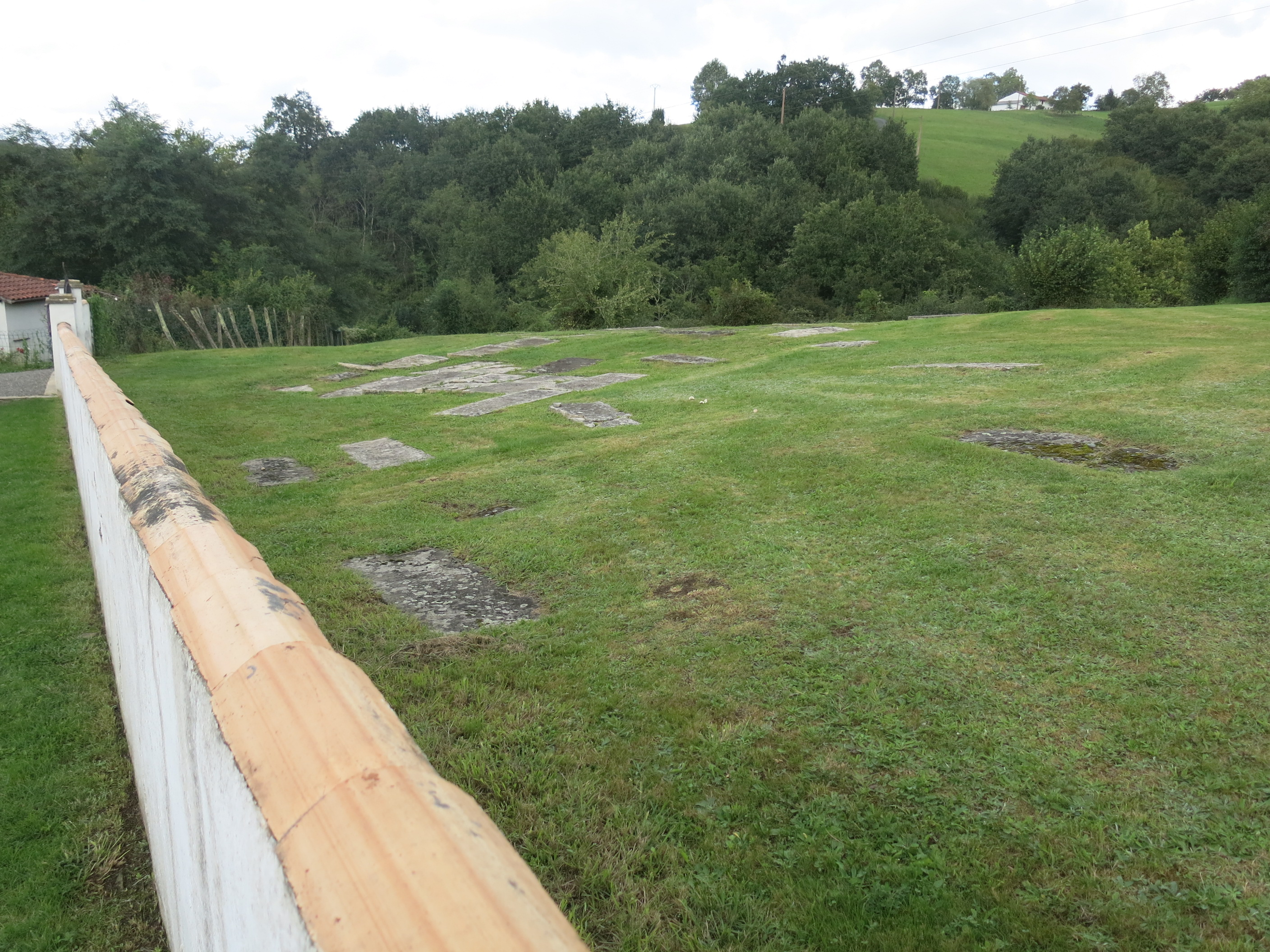
Ancien cimetière juif

## Équipements
La commune dispose de deux écoles primaires.

## Personnalités liées à la commune
- Jean de Liçarrague, né à Briscous en 1506 et décédé à Labastide-Clairence en 1601, traduisit la première version du Nouveau Testament en basque ou euskara.
- Salvatus Ier d'Iharse (ou Salvat Diharce) est nommé par Henri III évêque de Tarbes (19 janvier 1577 - vers 1602). Il est issu de la branche de cette famille de La Bastide-Clairence[65].
- Armand Joseph Dubernad, financier et révolutionnaire, est le petit-fils de Salvat du Bernad, sieur de Tichanné, à La Bastide-Clairence.
- Jean-Baptiste Dasconaguerre, né en 1815 à Bayonne et mort en 1899 à Londres, est un écrivain basque, maire de La Bastide-Clairence (1851-1868), auteur du premier roman publié en langue basque,"Atheka-gaitzeko oihartzunak" (1870).
- Yvonne Quesson : couturière née à La Bastide-Clairence en 1923 maison Perbos, au quartier Bidon, installée peu après à Bardos et décédée en 2018 dans cette même commune. Elle entra dans la Résistance lors de son apprentissage de la couture à Saint-Palais.